# Krzyżewscy herbu Grzymała IV
Krzyżewscy herbu Grzymała IV – polski ród szlachecki, pochodzący z Krzyżewa, znajdującego się w północnej części województwa mazowieckiego. 
Pierwsze udokumentowane zapisy na temat rodu Krzyżewskich pochodzą z nieistniejącego dzisiaj dokumentu urzędowego datowanego na połowę XVI wieku. Jak przytacza Wiktor Wittyg w swoim opracowaniu pt. "Nieznana Szlachta Polska i jej Herby": 
"Krzyżewski, h. Grzymala bez bramy, Mikołaj, syn Jana, Piotr i Maciej, synowie Marcina w r. 1563 opłacają pobór ze wsi Krzyżewa Nadrzecznego, woj. Mazowieckie, ziemia Ciechanowska, pow. Przasnyski. 
Krzyżewo było gniazdem rodowym Krzyżewskich i znajdowało się na ziemi różańskiej (w ramach ziemi różańskiej wytworzyła się szlachta różańska, której przedstawicielami są Krzyżewscy).  Krzyżewo należało do parafii Podoś, a osady pograniczne nosiły nazwy: Krzyżewo-Marki, Krzyżewo-Jurki, Krzyżewo Borowe, Krzyżewo Nadrzeczne i Krzyżewo Dybczyzna. Obszar ten nazywano Krzyżewszczyzną. Tam też uformowało się pasmo wyżyn zwane Krzyżewskimi z najwyższym wzniesieniem na północnym Mazowszu, Górą Krzyżewską.
Po upadku Powstania Styczniowego, w którym Krzyżewscy brali udział, odebrano im ziemie, którą następnie rozparcelowano i oddano uwłaszczonym dekretem carskim chłopom. Efektem tego było pozostawienie Krzyżewskim jedynie części ziemi uprawnej, czyli de facto zrównanie stanu ich posiadania z miejscowymi gospodarzami.

## Przedstawiciele
- Wojciech Krzyżewski - 1632 r., komornik ziemi różańskiej.
- Stanisław Krzyżewski - 1705 r., podpisał konfederację krakowską.
- Jan Krzyżewski - 1792 r., kapitan 4 Regimentu Pieszej Buławy Wielkiej Koronnej.
- Antoni Krzyżewski - ps. Stal, 1939 r. żołnierz batalionów Chłopskich "Wkra", partyzanckich oddziałów walczących z III Rzeszą.